# گیورگ کریستف بیلر
گیورگ کریستف بیلر (آلمانی: Georg Christoph Biller؛ ‏ ۲۰ سپتامبر ۱۹۵۵ – ۲۷ ژانویهٔ ۲۰۲۲) رهبر گروه کر، خواننده باریتون اپرا، آهنگساز، موسیقی‌دان و استاد دانشگاه موسیقی و هنرهای نمایشی فرانکفورت بود. وی پس از یوهان سباستیان باخ، شانزدهمین توماسکانتور تومانِـرکُر کلیسای سنت توماس بود که از سال ۱۹۹۲ تا ۲۰۱۵ در این مقام خدمت کرد. وی پس از اتحاد دوباره آلمان نقش مهم توماسکانتور را به جایگاه اصلی و واقعی خود در موسیقی کلیسایی بازگرداند.
وی رهبری ارکستر را از رولف رویتر و کورت مازور و خوانندگی را نزد «برند زیگفرید وبر» آموخت.
او در سال ۲۰۱۴ بابت خدماتش به هنر موسیقی برندهٔ نشان افتخار شایستگی جمهوری فدرال آلمان شد. وی همچنین از سال ۲۰۱۳ عضو افتخاری «انجمن ریشارد واگنر لایپزیگ» بود.